# Imleria badia
Imleria badia é um fungo que pertence ao gênero de cogumelos Imleria na ordem Boletales.